# هاميلتون (لاعب كرة قدم مواليد 1991)
هاميلتون سواريز دي سا (بالبرتغالية البرازيلية: Hamilton Soares de Sá)؛ مواليد 31 مايو 1991، في ماناوس بالبرازيل) هو لاعب كرة قدم برازيلي معتزل كان يلعب في مركز المهاجم. بدأ مسيرته في أكاديمية ناشيونال فاست كلوب في ماناوس، ثم انتقل مطلع 2012 إلى نادي برينسيسا دو سوليموس في دوري الدرجة الثالثة البرازيلي، قبل أن يبرز مع نادي ماناوس بين 2013 و2020، حيث سجّل أرقامًا تهديفية لافتة ساهمت في صعوده للاحتراف الآسيوي مع أندية كاظمة في الكويت، نونغ بوا بيتشايا وبورت إف سي في تايلاند، واعتزل رسمياً في صيف 2024 بعد موسم متميز مع بورت إف سي.

## النشأة والمراحل الشبابية
وُلِد هاميلتون في 31 مايو 1991 في مدينة ماناوس بولاية الأمازون البرازيلية، ونشأ في حي قريب من ملعب نادي ناشيونال فاست كلوب، حيث التحق بأكاديمية النادي قبل عام 2012. هناك تلقى تدريبات أساسية على المهارات الهجومية واللياقة البدنية المكثفة تحت إشراف مدربين محليين، وكان يتميّز بالطول والقدرة على التمركز أمام المرمى واستغلال الكرات الثابتة. خلال هذه الفترة خاض مباريات في فئات تحت 20 سنة وساهم في احتلال فريق الأكاديمية مراكز متقدمة في بطولات الولاية.

## المسيرة الاحترافية في البرازيل (2012–2020)

### برينسيسا دو سوليموس (2012–2013)
انضمّ هاميلتون إلى نادي برينسيسا دو سوليموس (بالبرتغالية البرازيلية: Princesa do Solimões EC) في فبراير 2012، وخاض معه أولى مبارياته الاحترافية في دوري الدرجة الثالثة في ولاية أمازوناس البرازيلية (بالبرتغالية البرازيلية: Campeonato Amazonense Segunda Divisão). ظهر في 6 مباريات دون تسجيل أهداف، ولكنه اكتسب خبرة المنافسة الاحترافية وأظهر لمسات جيدة في مناطق الجزاء بفضل قدرته الهوائية وطوله.
في موسم 2013 شارك في 8 مباريات رسمية بين الدوري والكأس الإقليمي، وسجّل هدفين من رأسيتين طريقتيهما تظهر قوة لعبه، ما جذب أنظار أندية الدرجة الثانية بماناوس ومنتخب الولاية.

### نادي ماناوس (2013–2020)

#### الصعود وبطولات الولاية
في يوليو 2013 انتقل هاميلتون إلى نادي ماناوس، بالبرتغالية البرازيلية: Manaus Clube، وشارك أول موسم له (2014) في دوري الدرجة الثانية، حيث ساهم في صعود النادي إلى الدرجة الأولى عبر تسجيل 6 أهداف في 12 مباراة.
في موسم 2015 تألق بشكل لافت في بطولة الأمازون، بالبرتغالية البرازيلية: Campeonato Amazonense (الدوري الإقليمي)، فكان هداف البطولة برصيد 9 أهداف في 14 مباراة، وقاد فريقه إلى لقبه الأول في تاريخه.

#### المشاركة القارية
خلال 2016 شارك مع نادي ماناوس في كأس البرازيل
(بالبرتغالية البرازيلية: Copa do Brasil)، وسجل هدفين في الجولة الأولى أمام نادي فيتوريا، ما أظهر قدرته على المنافسة القارية.
في موسم 2017 عاد إلى صفوف نادي ماناوس في دوري الدرجة الأولى للولاية، وكان هدافًا مجددًا برصيد 7 أهداف في 10 مباريات، وحقّق مع فريقه لقب الوصيف في بطولة الكأس الأخضر (بالبرتغالية البرازيلية: Copa Verde) الإقليمية.

#### مسيرة متواصلة وأرقام مذهلة
واصل التسجيل في موسمي 2018 و2019، فجمع مع نادي ماناوس 16 هدفًا في 22 مباراة رسمية بدوري الدرجة الأولى القاري والإقليمي، ليصبح ثاني أكثر لاعبي النادي تسجيلاً في تاريخه حتى ذلك الحين.
لم يسبق لنادي ماناوس أن شهد هجومًا بهذه الفعالية منذ تأسيسه، وساهمت أهداف هاميلتون في تعزيز حضور النادي في سلم الترتيب الإقليمي والقاري، مع تسجيل أعلى نسبة أهداف في تاريخ مشاركاته.

### الجوائز الفردية في البرازيل
- هداف بطولة أمازون 2015، بالبرتغالية البرازيلية: Campeonato Amazonense، (9 أهداف)[23]
- جائزة أفضل مهاجم في دوري الدرجة الأولى بولاية أمازوناس 2017[24]

## المشاركة في الكويت (2021)
في فبراير 2021 أعلن نادي كاظمة رسميًا ضمّ المهاجم البرازيلي هاميلتون سواريز بعقد قصير الأمد حتى نهاية الموسم، لتعزيز قدرات الفريق الهجومية في دوري التميّز.

### اللقاء الأول
- كاظمة × الكويت (2 مارس 2021): دخل هاميلتون كبديل في الدقيقة 65. رغم عدم تسجيله هدفًا، نال تقييمًا إيجابيًا من المحللين للإسهام في الضغط الهجومي[27].

### أهدافه مع كاظمة
- كاظمة × الشباب (9 مارس 2021): هدف الفوز الوحيد برأسية متقنة في الدقيقة 86، قاد الفريق للفوز 1–0[28][29].
- القادسية × كاظمة (21 مارس 2021): شارك أساسيًا وسجل الهدف الثاني لصالح كاظمة بتسديدة قوية من داخل منطقة الجزاء (الدقيقة 74)، وتحقق انتصار 2–1 خارج الديار[25][30].

### إحصاءات المشاركة والأهداف
| الموسم | النادي   | المنافسة         | المباريات | الأهداف |   |
| ------ | -------- | ---------------- | --------- | ------- | - |
| 2021   | كاظمة SC | دوري stc الممتاز | 7         | 2       | . |

### تقييم المشاركة
- ظهر هاميلتون في 7 مباريات رسمية، سجّل هدفين، بمعدل 0.29 هدفًا لكل مباراة، وأظهر فعالية خاصة كمهاجم بديل[33].
- لعب دورًا مهمًا في الانتصارات الحاسمة ضد الشباب والقادسية رغم قصر المدة، مما أكسبه إشادات في الصحافة الكويتية[6].

## الاحتراف في تايلاند (2021–2024)

### نادي نونغ بوا بيتشايا (2021–2022)
في يناير 2021 انضمّ هاميلتون إلى نادي نونغ بوا بيتشايا لكرة القدم (بالتايلندية: Nong Bua Pitchaya) الذي ينافس في دوري تايلاند الممتاز (بالإنجليزية: Thai League 1)، وأبرم معه عقدًا لموسمين. قدّم أداءً لافتًا منذ الظهور الأول، فافتتح تسجيل أهدافه في الجولة الثانية بهدفٍ برأسية قوية ضد Chiangrai United، مما منحه ثقة الجهاز الفني.
- إحصاءات 2021–2022: 28 مباراة – 19 هدفًا – 5 تمريرات حاسمة[34].
- إنجازات فردية:

 جائزة الحذاء الذهبي للدوري التايلاندي 2021–22 (19 هدفًا).
 اختياره لاعب فريق الموسم، حسب اختيار رابطة اللاعبين المحترفين التايلانديين (بالإنجليزية: Thai League Players Association).
ساهم تألقه في رفع مستوى نادي نونغ بوا بيتشايا إلى مركزٍ عالي في الترتيب وتأمين بقائه في الدرجة الأولى، كما جعل منه أحد أكثر المهاجمين فاعلية في الدوري.

### نادي بورت (2022–2024)
في صيف 2022 انتقل هاميلتون إلى نادي بورت لكرة القدم (بالإنجليزية: Port FC) الذي يُعدُّ من أندية القمة في بانكوك، وشارك معه في دوري الأبطال الآسيوي 2023 (بالإنجليزية: AFC Champions League) وكأس الاتحاد الآسيوي 2023، بالإضافة إلى الدوري المحلي.
- إحصاءات 2022–2024: 40 مباراة – 25 هدفًا – 7 تمريرات حاسمة[37][38].

#### البطولات المحلية
- هداف الدوري التايلاندي 2022–23: 18 هدفًا في 22 مباراة (الحذاء الذهبي الثاني على التوالي)[39].
- لقب وصيف دوري تايلاند الممتاز 2022–23.[40].
- كأس الاتحاد التايلاندي 2023: شارك في تسجيل هدف الفوز في النهائي ضد Chonburi FC.[41].

#### المشاركات القارية
- دوري أبطال آسيا 2023 (بالإنجليزية: AFC Champions League): 6 مباريات – 3 أهداف (شملت هدف التعادل ضد الياباني أوراوا ريد دايموندز (بالإنجليزية: Urawa Red Diamonds)).[42].
- كأس الإتحاد الآسيوي 2023 (بالإنجليزية: AFC Cup): 5 مباريات – هدفان، وصافة المجموعة.[43].

## رصيد الإنجازات الفردية في تايلاند
- هداف الدوري: 2021–22 (19 هدفًا)، 2022–23 (18 هدفًا).[44]
- اختيار فريق الموسم مرتين متتاليتين (2021–22 و2022–23).[45]
- جائزة أفضل لاعب أجنبي (بالإنجليزية: Foreign Player of the Year) لموسم 2022–23[46].

## تأثيره وتراثه
ساهم حضور هاميلتون في رفع مستوى الجناح الهجومي في الدوري التايلاندي، وألهم عدداً من اللاعبين البرازيليين للانتقال إلى آسيا، ورُبط اسمه بسوق انتقالات المنطقة كواحد من أنجح المهاجمين الأجانب في العقد الأخير. كما نُظِّمت ورش عمل ومقابلات معاه في الإعلام الآسيوي لتسليط الضوء على تجربته في التكيف مع البيئة الثقافية والفنية الجديدة. 

## الجوائز والإنجازات الإجمالية
- بطولة الأمازون (بالبرتغالية البرازيلية: Campeonato Amazonense) بطل 2015 مع نادي ماناوس.[48]
- الكأس الأخضر (بالبرتغالية البرازيلية: Copa Verde) وصيف 2017 مع نادي ماناوس.[49]
- الحذاء الذهبي (بالإنجليزية: Golden Boot)، هداف الدوري التايلاندي:
  - 2021–22 (19 هدفًا)[44]
  - 2022–23 (18 هدفًا).[50]
- كأس الاتحاد التايلاندي (بالإنجليزية: Thai FA Cup): بطل 2023 مع نادي بورت.[51]

## الأسلوب والتقييم
تميّز هاميلتون بقدراته البدنية والهوائية، واستغلاله الممتاز للكرات الثابتة والرأسية، إضافة إلى حركته الذكية داخل منطقة الجزاء. يصفه محلّلون تايلانديون بأنه "أقرب مهاجم برازيلي يجمع بين الانضاج التكتيكي والمزايا البدنية لنجاح طويل الأمد في الدوري الآسيوي."

## الحياة الشخصية ونهاية المسيرة
عقب إتمام موسم 2023–24 أعلن نادي بورت اعتزال هاميلتون اللعب الاحترافي عبر بيانٍ رسمي من النادي في يونيو 2024، قبل أن يعود لممارسة تدريب الهواة وإقامة أكاديمية عند عودته إلى البرازيل.
يتفرغ الآن لأنشطة تدريبية ومبادرات مجتمعية في ماناوس، حيث أسّسَّ أكاديميةً للشباب تحت إشرافه الشخصي يُسهم فيها بالخبرة التي اكتسبها عبر مسيرته الدولية.

## التراث والإرث
ترك هاميلتون بصمة واضحة في مسارين مختلفين:
1. مسار البرازيل: حيث ساهم في صعود وتطوير نادي ماناوس من الدرجة الثانية إلى بطل إقليمي، وألهم لاعبين محليين لطريق الاحتراف الخارجي.
2. مسار آسيا: حيث رسّخ صورة المهاجم البرازيلي في المحيط الآسيوي، ورفع من قيمة الأجانب في الدوريان الكويتي والتايلاندي عبر أرقامٍ هجومية لامعة.

## الإحصاءات المسجّلة طوال المسيرة
فيما يلي ملخصٌ لأبرز إحصاءات أهداف هاميلتون سواريز دي سا موسمًا بموسم، مع الإشارة إلى مسار تطوّر قدراته التهديفية:
| الموسم  | النادي                   | المسابقة                              | الأهداف | المباريات | معدل الأهداف/مباراة | المصدر              |
| ------- | ------------------------ | ------------------------------------- | ------- | --------- | ------------------- | ------------------- |
| 2012    | نادي برينسيسا دو سوليموس | Campeonato Amazonense Segunda Divisão | 0       | 6         | %0                  | [ 54 ]              |
| 2013    | نادي برينسيسا دو سوليموس | جميع المسابقات المحلية                | 2       | 8         | %25                 | [ 55 ]              |
| 2014    | نادي ماناوس              | Série D & Amazonense                  | 6       | 12        | %50                 | [ 56 ]              |
| 2015    | نادي ماناوس              | Campeonato Amazonense                 | 9       | 14        | %64                 | [ 57 ]              |
| 2016    | نادي ماناوس              | Copa do Brasil & Amazonense           | 7       | 16        | %44                 | [ 58 ]              |
| 2017    | نادي ماناوس              | Copa Verde & Amazonense               | 8       | 13        | %62                 | [ 59 ]              |
| 2018    | نادي ماناوس              | جميع المسابقات البرازيلية والإقليمية  | 8       | 11        | %73                 | [ 60 ]              |
| 2019    | نادي ماناوس              | جميع المسابقات البرازيلية والإقليمية  | 8       | 11        | %73                 | [ 61 ]              |
| 2021    | نادي كاظمة               | دوري الدرجة الأولى الكويتي            | 2       | 7         | %29                 | [ 6 ] [ 31 ] [ 32 ] |
| 2021–22 | نادي نونغ بوا بيتشايا    | Thai League 1                         | 19      | 28        | %68                 | [ 62 ]              |
| 2022–23 | نادي بورت                | Thai League 1                         | 18      | 22        | %82                 | [ 63 ] [ 64 ]       |
| 2023–24 | نادي بورت                | جميع المسابقات التايلاندية والآسيوية  | 7       | 18        | %39                 | [ 65 ]              |

## الروابط الخارجية
- Hamilton Soares de Sá – Transfermarkt
- Hamilton Soares de Sá – Soccerway
- Hamilton Soares de Sá – Playmakerstats
- Thai League profile